# Guvernul Constantin Al. Kretzulescu

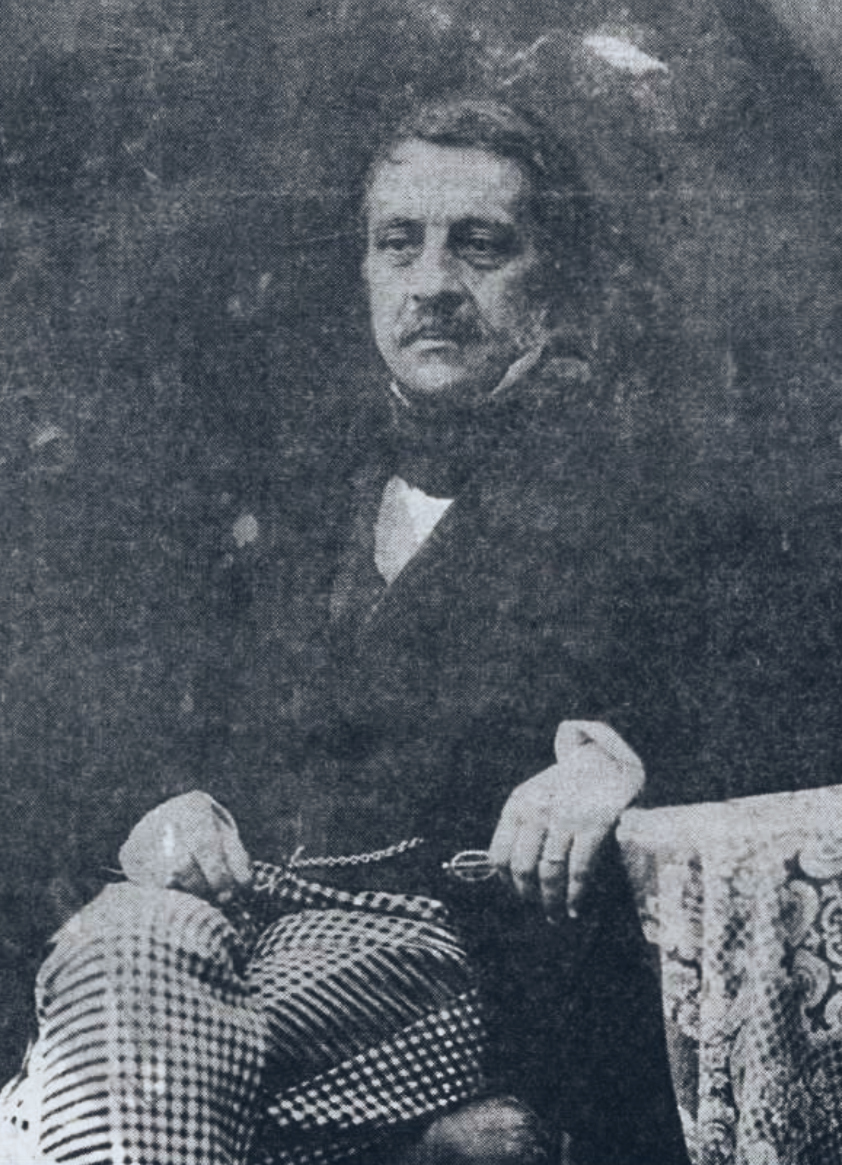
Fotografie a lui Constantin Al. Crețulescu

Guvernul Constantin Al. Krezulescu a fost un consiliu de miniștri care a guvernat Principatele Unite ale Moldovei și Țării Românești în perioada 1 martie - 5 august 1867.

## Componența
- Președintele Consiliului de Miniștri

Constantin Al. Kretzulescu - alternativ, Crețulescu - (1 martie - 5 august 1867)
- Ministrul de interne

Ion C. Brătianu (1 martie - 5 august 1867)
- Ministrul de externe

Ștefan Golescu (1 martie - 5 august 1867)
- Ministrul finanțelor

Alexandru Văsescu (1 martie - 5 august 1867)
- Ministrul justiției

Constantin Al. Kretzulescu - alternativ, Crețulescu - (1 martie - 5 august 1867)
- Ministrul de război

Colonel Tobias Gherghely (1 martie - 24 mai 1867)
Colonel Gheorghe Adrian (24 mai - 5 august 1867)
- Ministrul cultelor

Dimitrie C. Brătianu (1 martie - 5 august 1867)
- Ministrul lucrărilor publice

ad-int. Dimitrie C. Brătianu (1 martie - 5 august 1867)

## A se vedea și
- Guvernul Nicolae Kretzulescu (București), Principatul Munteniei în perioada 27 martie - 6 septembrie 1859
- Guvernul Nicolae Kretzulescu (1), România în perioada 24 iunie 1862 - 11 octombrie 1863
- Guvernul Nicolae Kretzulescu (2), , România în perioada 14 iunie 1865 - 11 februarie 1866
- Guvernul Constantin Al. Kretzulescu (București), Principatul Munteniei în perioada 27 martie - 6 septembrie 1859
- Guvernul Constantin Al. Kretzulescu, România în perioada 1 martie - 5 august 1867

## Sursă
- Stelian Neagoe - "Istoria guvernelor României de la începuturi - 1859 până în zilele noastre - 1995" (Ed. Machiavelli, București, 1995)